# 1951 w filmie
Wydarzenia filmowe w 1951 roku.

## Wydarzenia
- 3 maja – trzeci festiwal filmowy w Cannes, od tego roku festiwal staje się imprezą coroczną.
- 6 czerwca – odbył się pierwszy Międzynarodowy Festiwal Filmowy w Berlinie.

## Premiery

### Filmy polskie
- 25 stycznia – Pierwszy start, reż. Leonard Buczkowski
- 4 marca – Warszawska premiera, reż. Jan Rybkowski

### Filmy zagraniczne
- Letni sen, reż. Ingmar Bergman
- Quo vadis, reż. Mervyn LeRoy
- Przybywa narzeczony – reż. Frank Capra, wyk. Bing Crosby, Jane Wyman

## Nagrody filmowe
- Oscary
  - Najlepszy film – Amerykanin w Paryżu (film)
  - Najlepszy aktor – Humphrey Bogart (Afrykańska królowa)
  - Najlepsza aktorka – Vivien Leigh (Tramwaj zwany pożądaniem)
  - Wszystkie kategorie: Oscary w roku 1951
- Festiwal w Cannes
  - Złota Palma: Alf Sjöberg – Panna Julia

## Urodzili się
- 10 stycznia – Wiktor Zborowski, polski aktor
- 12 stycznia – Kirstie Alley, amerykańska aktorka (zm. 2022)
- 15 lutego – Jane Seymour, brytyjska aktorka
- 17 marca – Kurt Russell, amerykański aktor
- 20 marca – Zbigniew Buczkowski, polski aktor
- 21 marca – Barbara Dziekan, polska aktorka
- 13 czerwca – Richard Thomas, amerykański aktor
- 6 lipca – Geoffrey Rush, australijski aktor
- 8 lipca – Anjelica Huston, amerykańska aktorka
- 13 lipca – Didi Conn, amerykańska aktorka
- 20 lipca – Anna Dymna, polska aktorka
- 21 lipca – Robin Williams, amerykański aktor (zm. 2014)
- 6 sierpnia – Catherine Hicks, amerykańska aktorka
- 5 września – Michael Keaton, amerykański aktor
- 15 września – Halina Rowicka, polska aktorka
- 23 listopada – Aaron Norris, amerykański reżyser, producent i aktor filmowy

## Zmarli
- 9 maja – Marie Ault, brytyjska aktorka filmowa i teatralna (ur. 1870)
- 23 lipca – Robert J. Flaherty, prekursor filmu dokumentalnego (ur. 1884)
- 7 września – Maria Montez, dominikańśka aktorka (ur. 1912)